# カナディアン航空
カナディアン航空(カナディアンこうくう、Canadian Airlines)は、1987年から2002年までカナダ・バンクーバーを拠点に、カナダで2番目の規模で運航していたカナダの航空会社。CPエアなど4つの航空会社の合併により発足したが、2002年にエア・カナダに吸収合併され、消滅した。

## 概要
カナダ国内の都市を離着陸する国内線、国際線ともに、国営のエア・カナダとカナダの航空旅客産業を二分する大手航空会社であった。日本に長年就航していたのも同社であり、カナダ太平洋航空時代のオレンジ色の強烈なデザインの機体は羽田空港、成田空港の常連であった。

## 歴史

### 誕生

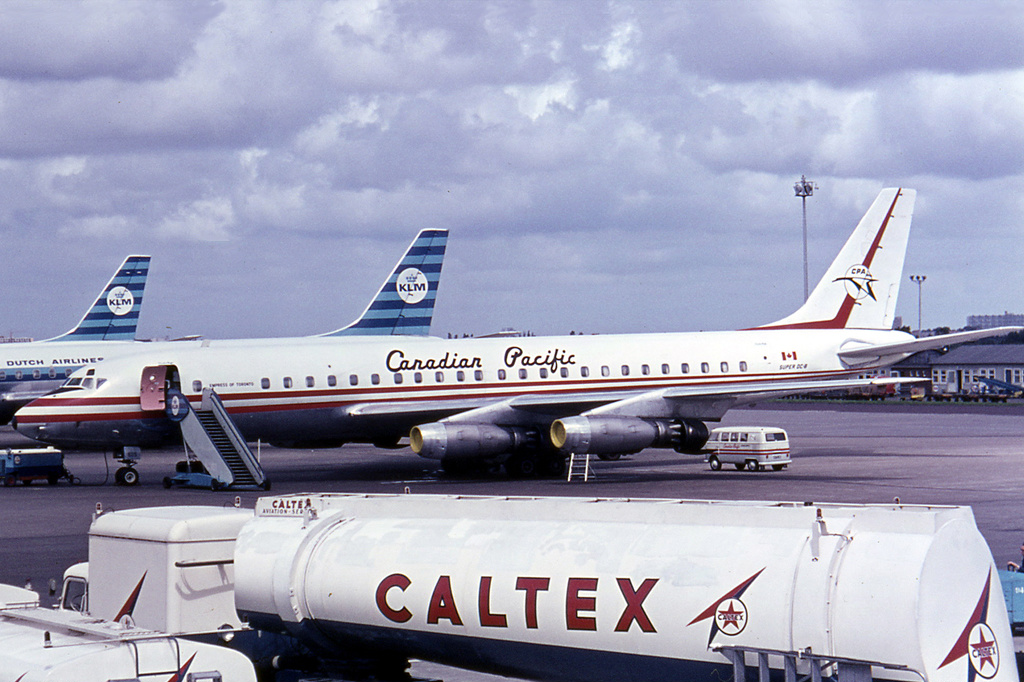
カナダ太平洋航空のダグラス DC-8-43

カナディアン航空の前身は第二次世界大戦中の1942年に、カナダ太平洋鉄道が保有するカナディアン・エアウェイズを筆頭に中小の航空会社10社が合併して誕生したカナダ太平洋航空（Canadian Pacific Airlines）である。
その名の通り、国内線の他にも日本やオーストラリアなどの太平洋路線を中心とする国際線を運航しており、国営のトランス・カナダ・エアラインズ（現在のエア・カナダ）と住み分けられていたが、欧州にも路線を持っており、スカンジナビア航空に次いで世界で二番目に北極を越えるルートを開設していた。

### CPエア

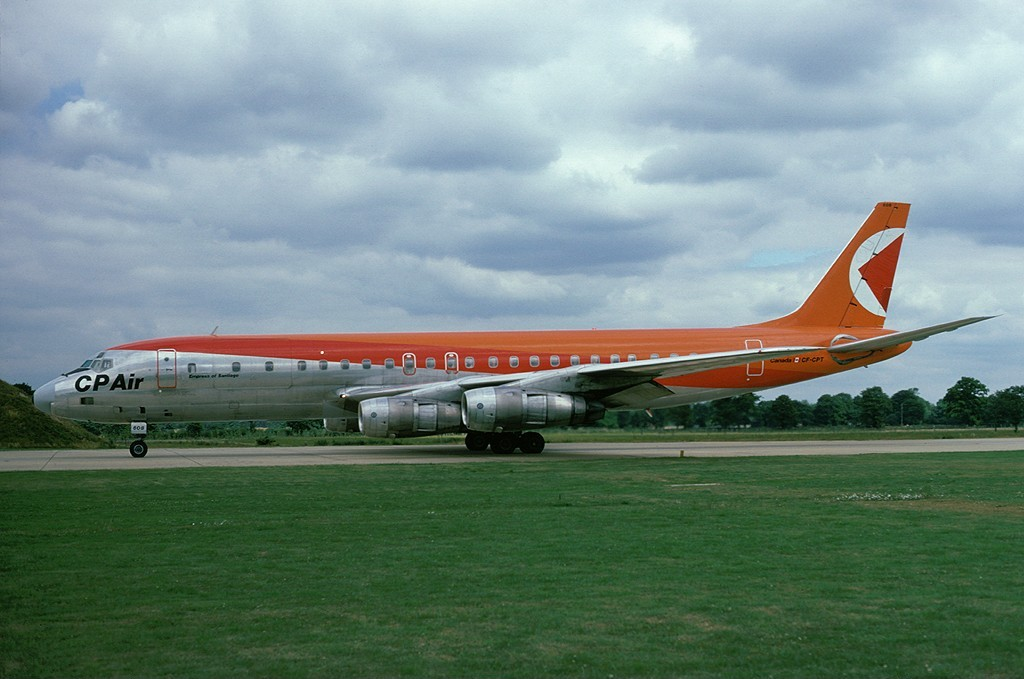
CPエア時代のダグラス DC-8-55CF（1971年撮影）

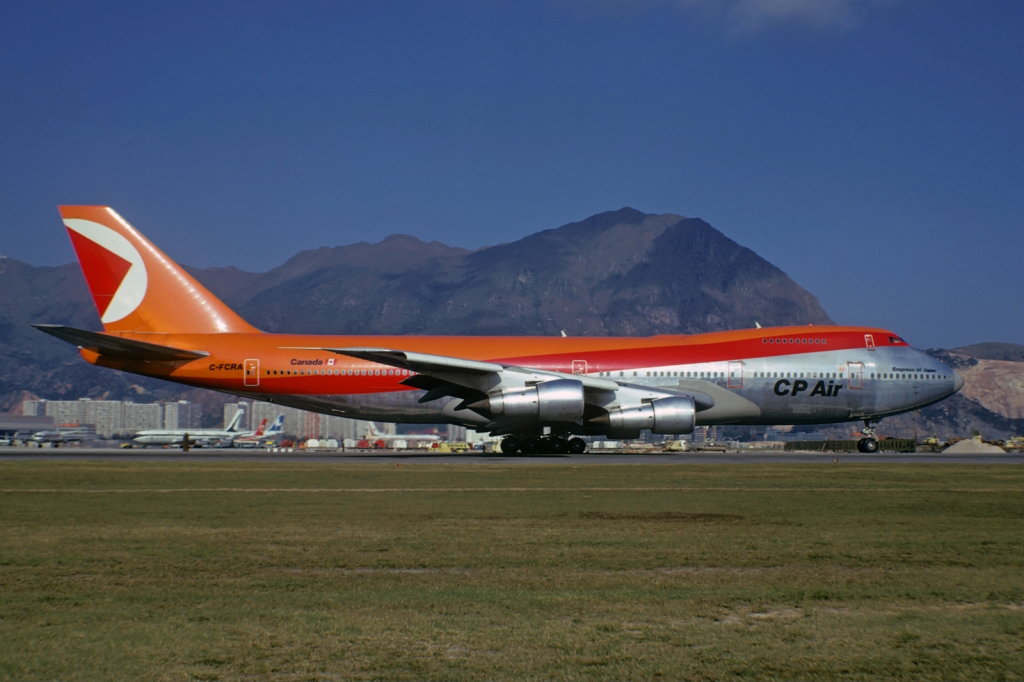
ボーイング747-200

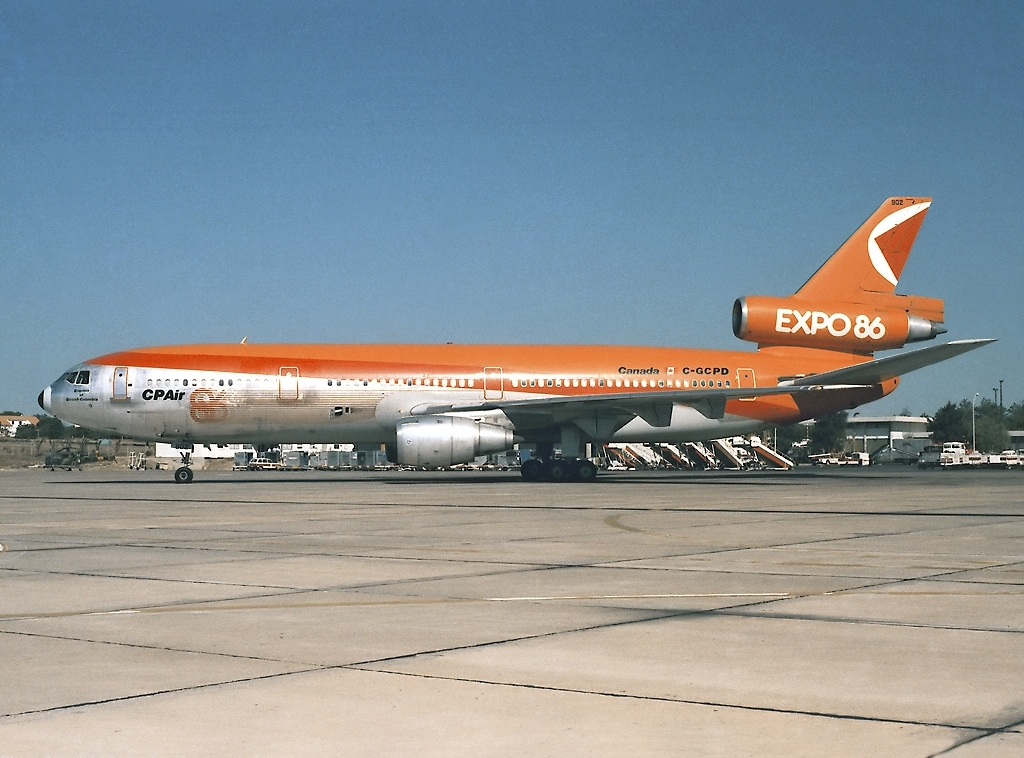
マクドネル・ダグラスDC-10-30

1960年代に入るとダグラスDC-8を導入し、急速にジェット化を進め、香港やブエノスアイレスなどとの間を結んだ。1968年には親会社であるカナダ太平洋鉄道のグループ再編に伴いCPエア（CP Air）と改称し、ベアメタルとオレンジ色を基調とした新しい機体デザインを導入。ボーイング747やマクドネル・ダグラス DC-10などのワイドボディ機を投入して長距離国際線を運航した。

### 買収攻勢
1980年代に入って、カナダでも規制緩和が始まると、国内線を運航していたイースタン・プロビンシャル・エアラインズ、チャーター便大手のワードエア・カナダを買収、1986年に社名を元のカナダ太平洋航空に戻し、機体デザインもネイビーブルーを基調とした落ち着いたものに変更した。しかし、1年も経たないうちに親会社のCP鉄道（カナダ太平洋鉄道が1968年に社名変更）によって1987年にパシフィック・ウエスタン航空に3億ドルで売却される。同年に両社は合併し、大元の名前に近い「カナディアン航空」に改称した。

### 消滅

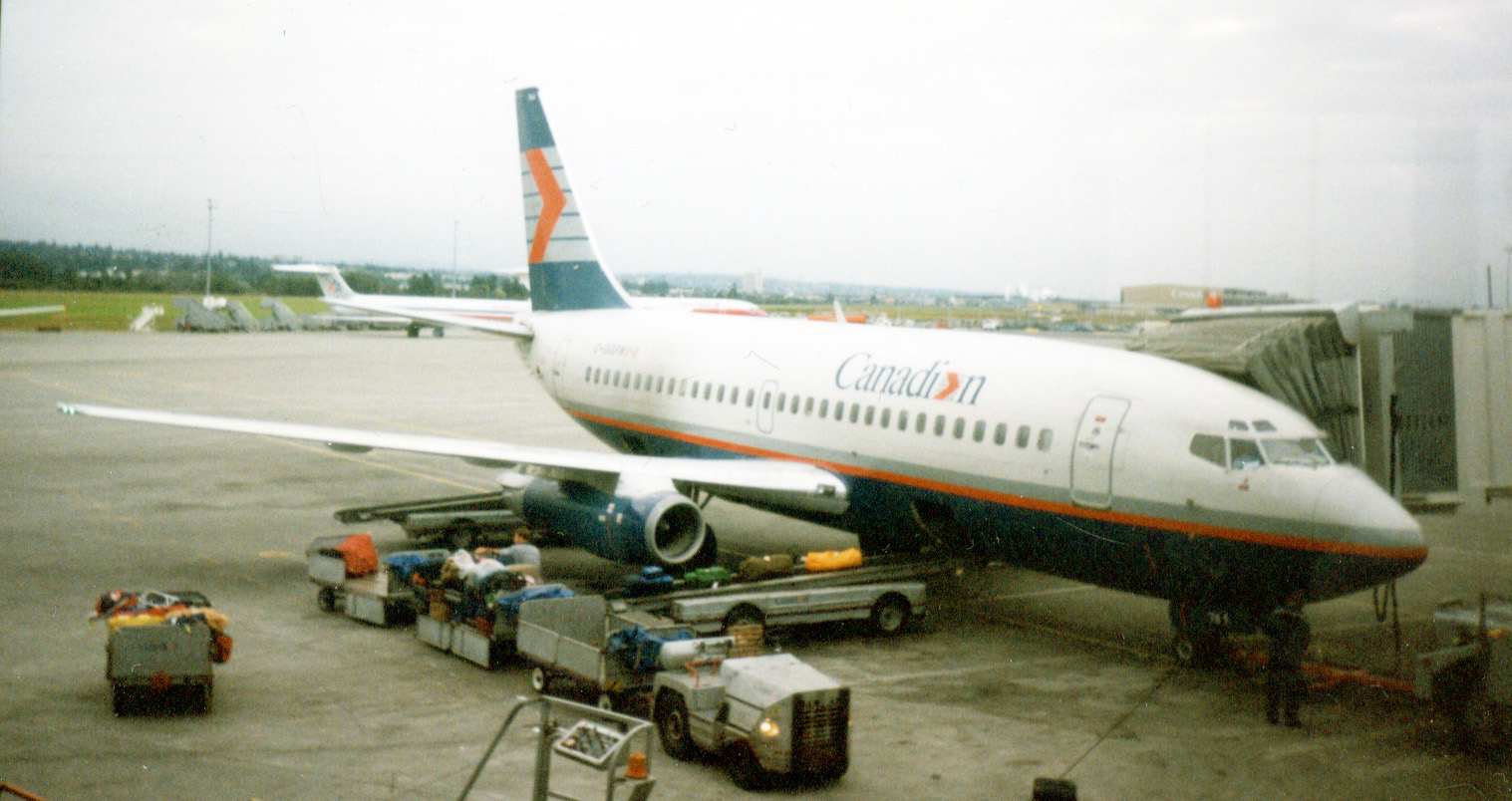
カナディアン航空のボーイング737（1995年ごろ）

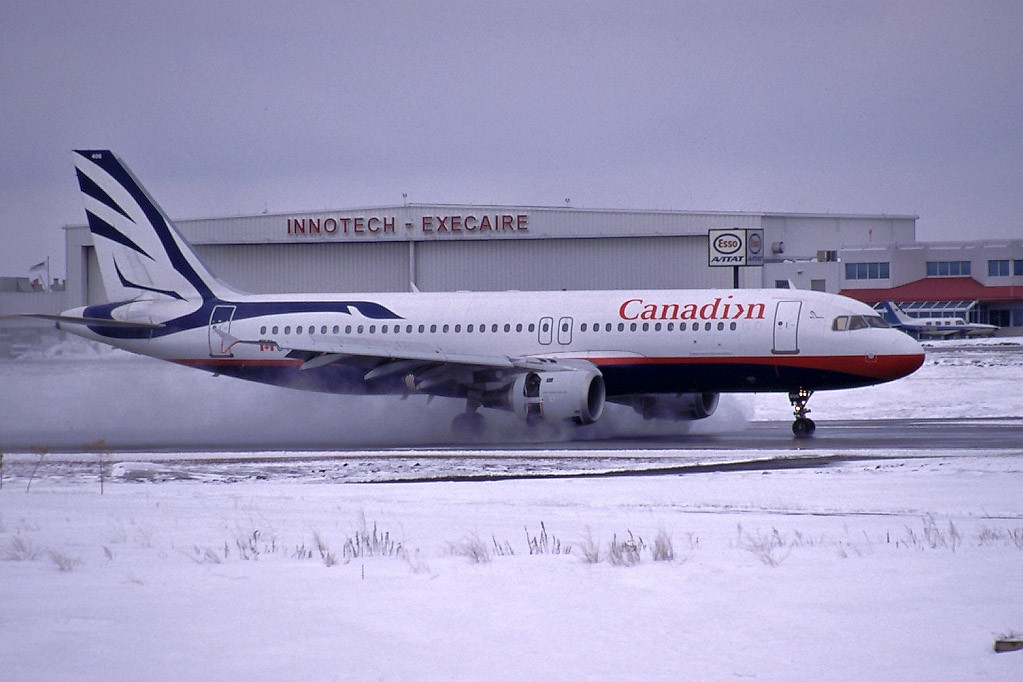
カナディアングースをモチーフにした、末期の塗装　（エアバスA320）

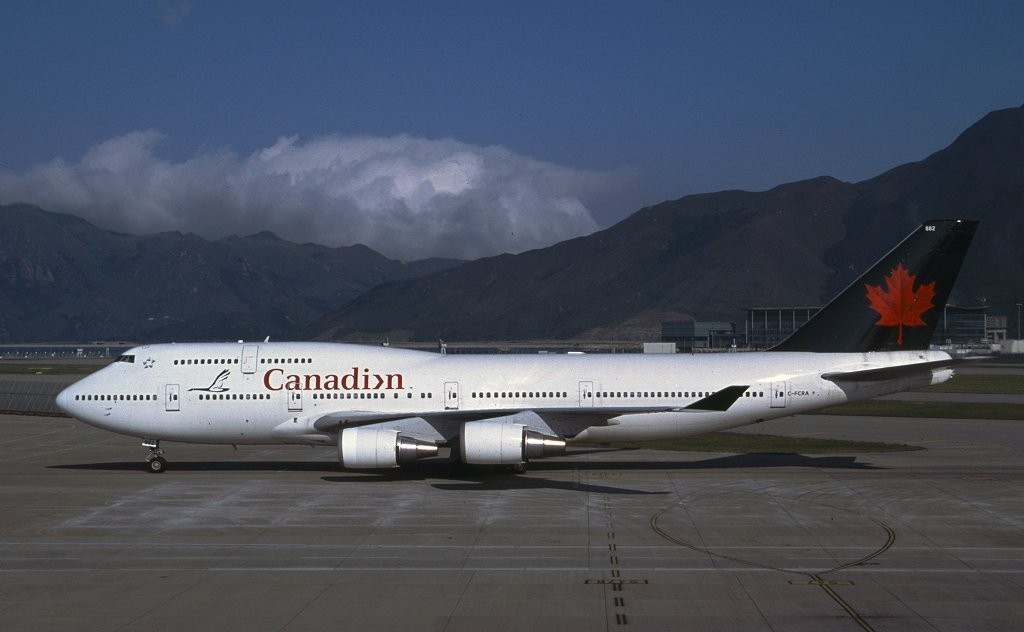
エア・カナダに買収された直後のボーイング747-400型機（2001年撮影）

しかし、1990年代以降、エア・カナダとの競争に加えて格安航空会社や米国の大手航空会社との競争が激化し、同社は疲弊していった。1990年代後半になってカナディアングースをシンボルとした「プラウド・ウイングス」と呼ばれる新しいCIを導入し、イメージを一新。1998年にはアメリカン航空やブリティッシュ・エアウェイズ、キャセイパシフィック航空、カンタス航空とともに航空連合「ワンワールド」を結成したが、その直後に同社の経営は悪化。2001年にライバルであったエア・カナダに経営統合され、消滅した。
なお、エア・カナダに統合される際には珍騒動が勃発した。当時カナダ～米国間に多数のフライトを有し、コードシェア便を運航していた隣国のアメリカン航空にとってこの問題は重大な関心事であった。そこで、アメリカン航空は救済措置のためカナダ国内にダミー会社を設立（既にアメリカン航空は外国資本規制一杯の25%の株を保有していたため、直接的な資本注入は不可能であった）、その会社経由でカナディアン航空を買収し、それにとどまらず資本増強後のカナディアン航空にエア・カナダに対し敵対的TOBをかけて買収させよう（その頃はエア・カナダも経営的に疲弊していた）という大胆な行動に出た。表向きは破綻寸前の会社がライバル会社を買収するという奇妙な話である。
しかし、エア・カナダはアメリカン航空と敵対するユナイテッド航空にとって重要なパートナーであり、ユナイテッドは非公式ながら陰からエア・カナダを支援、そしてエア・カナダは株主に買収案に対して同意しないよう通知を送ると同時に、「外国の資本によってカナダの航空利権が独占されようとしている」というネガティブキャンペーンを展開。事実上カナダの空を巡るアメリカン航空とユナイテッド航空、さらにはその両社が率いる航空連合ワンワールドとスターアライアンスの代理戦争となった。
どちらに転ぶかわからない泥沼の戦いは最後はカナダ政府に判断を委ねられることとなり、政府はアメリカン航空が設立したダミー会社を事実上アメリカン航空の直営会社と判断、買収後の外国資本の比率が規制を超えることとなるため、この買収策を認可しなかった。結果アメリカン航空は救済を断念、ユナイテッド航空の後押しを受けたエア・カナダに統合されることになった。

## データ
- IATA航空会社コード：CP
- ICAO航空会社コード：CDN（カナダ太平洋航空、CPエア時代は"CPC"）
- コールサイン：Canadian（カナダ太平洋航空、CPエア時代は"Empress"）

## 主な就航都市

### カナダ国内
- バンクーバー
- トロント
- モントリオール
- オタワ
- ウィニペグ
- カルガリー

### カナダ国外
- 羽田（1978年まで）
- 成田（1978年から）
- 名古屋(当時は航空自衛隊小牧基地供用の名古屋空港）
- 香港(当時の啓徳国際空港から馴染みは深く現在の新空港に移転するまで乗り入れていた)
- ホノルル
- ロサンゼルス
- サンフランシスコ
- グアム
- マイアミ
- ニューヨーク
- メキシコシティ
- リマ
- ブエノスアイレス
- オークランド
- シドニー
- ロンドン
- フランクフルト

日本には、第二次世界大戦終結直後の1940年代後半から乗り入れを開始し、当初は数少ない北回り太平洋横断路線を運航する航空会社として知られていた。その後ダグラス DC-8を導入し、香港- 羽田-バンクーバー-メキシコシティ-リマ-ブエノスアイレスという、当時における世界最長路線の1つを運航していた。
CPエアと改名後はボーイング747やDC-10に機材を変更し、カナディアン航空時代はボーイング747-400や767-300ERなどを使いトロント-成田、バンクーバー-成田、カルガリー-成田（一時期）、バンクーバー-名古屋と複数の定期便を運航、1994年に関西国際空港が開港した際、エア・カナダが初の日本路線であるバンクーバー-関空を就航した後も、「カナダの航空会社」としてはエア・カナダよりは日本人にとって馴染みの深い航空会社であった。